# Línea Yotsubashi
La Línea Yotsubashi (四つ橋線 Yotsubashi-sen) es una línea del metro de Osaka. Este línea opera entre el distrito de Umeda y el distrito de Suminoe. Los nombres oficiales de la línea son Línea 3 de la Tranvía Eléctrica Rápida (高速電気軌道第3号線) y Línea 3 del Ferrocarril Rápido de la Ciudad de Osaka (大阪市高速鉄道第3号線).

## Historia
Aunque el número de la línea Yotsubashi es la línea 3, este línea fue la segunda línea del metro para abrir. En 10 de mayo de 1942, la línea fue inaugurada como un ramal de la línea Midōsuji entre las estaciones Daikokucho y Hanazonocho. A pesar de que marcado como un parte de la línea Midōsuji, el ramal fue una línea separada. En 1956, la línea Yotsubashi fue extendido a la estación Kishinosato; una extensión a la estación Tamade fue abierto en 1958.
La línea fue extendido de Daikokucho a la estación Nishi-Umeda en 1965. La ampliación de la línea fue realizado en 1972, cuando la extensión a la estación Suminoekoen fue inaugurada.
A partir de 2006, hubo planes para extender este línea de Nishi-Umeda a la Estación de Shin-Osaka vía la estación Jūsō.

## Estaciones
| Código | Longitud (km) | Estación    | Transferencias | Ubicación           |
| ------ | ------------- | ----------- | --- | ------------------- |
| Y11    | 0.0           | Nishi-Umeda | - Línea Midōsuji - Umeda (M16) - Línea Tanimachi - Higashi-Umeda (T20) - JR West: - Línea Tokaido (Línea Kioto, Línea Kobe, Línea Takarazuka - Estación de Osaka) - Línea Circular de Osaka (Estación de Osaka) - Línea Tozai (Kitashinchi) - Ferrocarriles Hankyu - Línea Kobe - Línea Takarazuka - Línea Kioto - Hanshin: Línea Hanshin | Kita-ku, Osaka      |
| Y12    | 0.9           | Higobashi   | Keihan: Línea Nakanoshima (Watanabebashi) | Nishi-ku, Osaka     |
| Y13    | 1.9           | Hommachi    | - Línea Chūō (C16) - Línea Midōsuji (M18) | Nishi-ku, Osaka     |
| Y14    | 2.9           | Yotsubashi  | - Línea Nagahori Tsurumi-ryokuchi (Shinsaibashi - N15) - Línea Midōsuji (Shinsaibashi - M19) | Nishi-ku, Osaka     |
| Y15    | 3.7           | Namba       | - Línea Sennichimae (S16) - Línea Midōsuji (M20) - Nankai - Línea Nankai - Línea Kōya - Kintetsu: Línea Namba (Osaka Namba) - Hanshin: Línea Namba (Osaka Namba) - JR West: Línea Yamatoji (JR Namba) | Naniwa-ku, Osaka    |
| Y16    | 4.9           | Daikokuchō  | - Línea Midōsuji (M21) | Naniwa-ku, Osaka    |
| Y17    | 6.2           | Hanazonochō | | Nishinari-ku, Osaka |
| Y18    | 7.3           | Kishinosato | | Nishinari-ku, Osaka |
| Y19    | 8.6           | Tamade      | | Nishinari-ku, Osaka |
| Y20    | 9.7           | Kitakagaya  | | Suminoe-ku, Osaka   |
| Y21    | 11.4          | Suminoekōen | - Línea Nankō Port Town (P18) | Suminoe-ku, Osaka   |